# Чемпионат мира по тяжёлой атлетике 1891
Чемпионат мира по тяжёлой атлетике 1891 года прошёл в Лондоне (Великобритания) 28 марта. Это был первый в истории чемпионат мира по тяжёлой атлетике, в нём приняло участие 7 атлетов из 6 стран. Участники соревновались в восьмиборье в одной весовой категории.

## Медалисты
| Вес                | Золото                               | Серебро                    | Бронза                  |
| ------------------ | ------------------------------------ | -------------------------- | ----------------------- |
| Открытая категория | Эдвард Лоуренс Леви (Великобритания) | Джакомо Дзафарана (Италия) | Артур Франсуа (Бельгия) |

## Ссылка
- Статистика Международной федерации тяжёлой атлетики